# Distretto di Daugavpils
Il distretto di Daugavpils (in lettone Daugavpils rajons) è stato uno dei 26 distretti della Lettonia. In base alla nuova suddivisione amministrativa è stato abolito a partire dal 1º luglio 2009